# Witness for the Prosecution (1957)
Witness for the Prosecution is een Amerikaanse film van Billy Wilder met in hoofdrollen Charles Laughton, Marlene Dietrich en Tyrone Power.
Het scenario van de film is gebaseerd op het gelijknamige korte verhaal en toneelstuk van Agatha Christie. Zowel bij de première van het toneelstuk als bij het uitkomen van de film werd het publiek gevraagd niet de plot te onthullen. De schrijvers van dit lemma sluiten zich hierbij aan.
Witness for the Prosecution was zeer succesvol in de bioscopen en maakte ondanks de hoge productiekosten, een winst van circa vier miljoen dollar. Wereldwijd bracht de film 9 miljoen dollar op. De film kreeg ook diverse Academy Award-nominaties. Agatha Christie zelf noemde het de beste verfilming van haar werk.

## Verhaal
Advocaat Sir Wilfrid Robarts keert weer terug naar zijn kantoor. Hij is herstellende van een zware hartaanval en mag eigenlijk nog niet aan het werk. In ieder geval moet hij zich afzijdig houden van zijn normale werk het verdedigen van criminelen. Robarts die gewend was aan zijn dagelijkse portie sigaren en cognac wordt bewaakt door de formidabele verpleegster miss Plimsoll, die niet alleen de tabak en alcohol in beslag neemt, maar hem ook weghoudt bij de criminelen. Maar Robarts ruikt als het ware een sensationele zaak en al snel heeft hij, ondanks miss Plimsoll, de verdediging op zich genomen van Leonard Vole. Vole wordt ervan verdacht een oudere vrouw te hebben vermoord nadat ze hem had opgenomen in haar testament.
De zaak tegen Vole is zo sterk dat zelfs de collega's van Robarts twijfelen of de oude vos in staat zal zijn diens onschuld te bewijzen. Maar Robarts denkt een doorbraak te hebben als hij Christine Vole, de vrouw van Leonard ontmoet. De uit Duitsland afkomstige Christine komt kil en egocentrisch over, maar verschaft Leonard toch een alibi. Het is dan ook een koude douche voor Robarts als Christine als getuige wordt opgeroepen door de openbaar aanklager. Hij protesteert aangezien een vrouw niet mag getuigen tegen haar man. Maar het blijkt dat Christine bigamie heeft gepleegd en al getrouwd was voor ze met Leonard trouwde. Tijdens de zitting verklaart Christine dat Leonard de moord aan haar heeft opgebiecht en dat haar geweten haar zo kwelt dat ze niet langer kan zwijgen.
Het begint er nu donker uit te zien voor Vole, maar dan wordt Robarts benaderd door een mysterieuze vrouw die zegt dat ze beschikt over brieven die een heel ander licht op de zaken werpen. Robarts krijgt weer hoop, maar dan neemt de zaak een heel bizarre wending….

## Rolverdeling
| Acteur           | Personage              |
| ---------------- | ---------------------- |
| Tyrone Power     | Leonard Vole           |
| Marlene Dietrich | Christine Helm         |
| Charles Laughton | Sir Wilfrid            |
| Elsa Lanchester  | Juffrouw Plimsoll      |
| John Williams    | Brogan-Moore           |
| Henry Daniell    | Mayhew                 |
| Ian Wolfe        | Carter                 |
| Torin Thatcher   | Mijnheer Myers         |
| Norma Varden     | Mevrouw French         |
| Una O'Connor     | Janet McKenzie         |
| Francis Compton  | Rechter                |
| Philip Tonge     | Hoofdinspecteur Hearne |
| Ruta Lee         | Diana                  |

## Productie

### Ontwikkeling
Op 31 januari 1925 verscheen het korte verhaal "Traitor's Hands" in het Britse tijdschrift Flynn's. Het was van de hand van de toen al beroemde schrijfster Agatha Christie. Christie gaf het verhaal een andere titel toen het werd herdrukt in andere tijdschriften, "Witness for the prosecution". In 1952 bewerkte ze het verhaal onder dezelfde titel tot een toneelstuk dat in oktober 1953 in première ging in Londen en twee maanden later op Broadway. Het werd een kassucces en duurde niet lang voor de studio's van Hollywood zich op filmrechten stortten
De agent van Agatha Christie, Harold Ober, maakte bekend dat de rechten te koop waren voor 450.000 dollar. Louis B. Mayer bood 300.000 dollar en maakte al plannen het stuk te laten verfilmen door Clarence Brown. Het was echter de co-producent van de Broadwayversie, Gilbert Miller, die de rechten verwierf voor 325.000 dollar. Miller verkocht ze al snel door aan de onafhankelijke producent Edward Small voor 430.000 dollar. Small benaderde filmproducent Arthur Hornblow jr. die de film in productie nam. Small werd executive producer. Nadat de voorstellingen van het toneelstuk eind juni 1956 staakten begon de filmproductie.

### Regie
Voor de regie werd Billy Wilder aangetrokken, hoewel de regisseur niet gelijk stond te springen om een 'Agatha Christie mysterie' te verfilmen. Wilder was bezig met allerlei projecten, zoals een film over Sherlock Holmes (uiteindelijk in 1970 gemaakt onder de titel The Private Life of Sherlock Holmes) en moest worden overgehaald door Marlene Dietrich. Dietrich kende Wilder goed en had met hem samengewerkt in A Foreign Affair (1948), waarin ze naar eigen zeggen een van haar beste rollen speelde. Wilder ging door de knieën, vooral toen hij hoorde dat hij de film in zijn eigen stijl mocht verfilmen.

### Scenario
Wilder besloot het scenario voor de film zelf te schrijven. Hij schreef echter liever niet alleen en huurde Harry Kurnitz in als tweede scenarist. Kurnitz was een liefhebber van Engeland en belangrijker een ervaren auteur van misdaadverhalen. Dit had hij voor op I.A.L. Diamond, de vaste mede-auteur van Wilder, die Charles Brackett was opgevolgd. Later zou Harry Kurnitz klagen dat Wilder hem te veel opjoeg. Hij was op zijn rust gesteld, maar kreeg die niet van Wilder, die hij beschreef als 'twee personen, mr. Hyde en mr. Hyde'. Volgens hem dreef Wilder zijn mede-auteurs tot het uiterste, op het randje van een zenuwinzinking. Na Witness for the Proscecution zou Kurnitz nooit meer samenwerken met Wilder. Hij noemde Wilder een vriendelijk mens in de omgang, maar een maniak als hij aan het werk was.
Wilder en Kurnitz besloten om het basisverhaal van Christie te handhaven, maar voegden tegelijk een nieuw element toe, humor. Het personage Sir Wilfrid Robarts kreeg een antagonist in de persoon van de verpleegster, 'miss Plimsoll'. De twee kibbelen in het begin van de film over de slechte conditie van Robarts, terwijl Plimsoll een eenzame strijd vecht tegen de sigaren en cognac van de advocaat. In Christie's toneelstuk, dat geheel in de rechtszaal speelt, komen deze scènes niet voor. Het bleek een gouden greep. Charles Laughton en Else Lanchester, in het echte leven met elkaar getrouwd, gaven gestalte aan Robarts en Plimsoll en stalen de show. Ook verschoof het perspectief door deze ingreep van Leonard Vole naar Robarts (in het toneelstuk slechts een bijrol).
Een andere ingreep was de toevoeging van de scène waarbij Christine in een flashback is te zien als ze optreedt voor de Britse troepen in Duitsland. Er ontstaat een gevecht en de lange broek van Christine verliest een van de pijpen. Niet alleen fungeerde deze scène als onderbreking van de scènes in de rechtszaal, het gaf Wilder ook het excuus om Dietrich te laten zingen en een van haar beroemde benen te laten zien. De naam van Romaine Vole uit het toneelstuk werd door Wilder gewijzigd in Christine Vole.

### Casting
Producent Arthur Hornblow jr. en regisseur Billy Wilder wilden graag William Holden voor de role van Leonard Vole. Holden was niet beschikbaar, waarna Tyrone Power werd gevraagd. Power weigerde de rol en vervolgens werden Gene Kelly, Kirk Douglas, Glenn Ford, Jack Lemmon, en een nog jonge en onbekende Roger Moore overwogen. Uiteindelijk wilde Wilder toch Tyrone Power. De acteur liet zich overhalen met een salaris van 300.000 dollar en de verzekering dat hij hetzelfde bedrag zou krijgen voor zijn rol in Solomon and Sheba (1959). Tragisch genoeg zou Power overlijden aan een hartaanval tijdens de opnamen van laatstgenoemde film en worden vervangen door Yul Brynner
Marlene Dietrich had Billy Wilder overgehaald de regie van de film op zich te nemen. Ze was ervan overtuigd dat Wilder haar zou inzetten als Christine Vole en daar had ze gelijk in. Ondanks het feit dat de studio Ava Gardner en Rita Hayworth naar voren schoof, koos Wilder toch voor Dietrich. Gardner die graag met Wilder had willen werken, was hevig teleurgesteld.

### Opnames
Op 10 juni 1957 begon de productie van Witness for the Prosecution. Toen op 20 augustus van dat jaar de producenten de productie sloten was het budget opgelopen tot 3 miljoen dollar. Een dure productie. Veel geld ging zitten in de decors. In de Samuel Goldwyn Studio's werd het interieur van The Old Bailey, de centrale rechtbank minutieus nagebouwd door Alexandre Trauner. Aangezien hij niet mocht fotograferen in de Old Bailey zelf, maakte Trauner een groot aantal schetsen. Omdat Trauner alles nabouwde, inclusief het plafond en hout van de beste kwaliteit gebruikte liepen de kosten op tot 75.000 dollar. De scène waarin de broek van Marlene Dietrich gescheurd raakt en ze een liedje zingt, werd ondersteund door 145 figuranten en 38 stuntmensen en liet de kosten oplopen tot 90.000 dollar, al alleen voor deze scène. De filmrechten hadden 430.000 dollar gekost, en daarbij kwamen nog de salarissen van de acteurs: 150.000 dollar voor Tyrone Power, een ton voor Marlene Dietrich en 75.000 dollar voor Charles Laughton.
De producenten wilden met alle geweld de plot geheimhouden. Ze hadden er baat bij dat de film zo lang mogelijk in de bioscopen kon draaien. maar dan moest voorkomen worden dat potentiële bezoekers de plot al kenden. Dit was ook de tactiek geweest van de theaterproducenten in Londen en op Broadway en daar had het goed gewerkt. Het begon al tijdens de opnamen, waar de acteurs van het scenario alleen een kopie kregen waarin de laatste tien pagina's ontbraken. Ze moesten een verklaring ondertekenen niets van de plot te onthullen. De sets waren zorgvuldig afgezet en overal stonden bewakers. Als bezoekers later de film gingen zien, werd de voorstelling voorafgegaan door de mededeling dat iedereen werd verzocht de plot niet te onthullen.
De opnamen verliepen in een ontspannen sfeer. Wilder kon goed opschieten met de acteurs en was bijzonder gesteld op Charles Laughton en Marlene Dietrich. Hoewel Laughton niet altijd een makkelijk acteur was om mee te werken, hij had zo zijn wisselende stemmingen, ging het goed tussen hem en Wilder. Wilder ontdekte dat de Britse acteur juist erg behulpzaam kon zijn. Toen tijdens de opnamen alleen de reactie van de jury gefilmd hoefde te worden, was de rest van de filmploeg niet op de set. De assistent-regisseur zou de tekst van de rechter, Christine, Robarts, de aanklager voorlezen, waarop de juryleden moesten reageren. Laughton bood aan om de teksten voor te lezen, waarna Wilder en de filmploeg werden getrakteerd op Laughton op zijn best. De acteur las met zoveel vuur de tekst voor van alle rollen dat Wilder vanaf dat moment Laughton beschouwde als de grootste acteur aller tijden.
Laughton had zich ook in zijn rol vastgebeten. Omdat hij een hartpatiënt moest spelen, wilde hij weleens uittesten hoe zijn omgeving zou reageren op een hartaanval. Hij simuleerde een aanval en viel in het zwembad bij zijn huis. Zijn vrouw, Elsa Lanchester kreeg de schrik van haar leven en sprong samen met een toevallig aanwezige gast in het water om hem te redden. Het is niet bekend wat haar reactie was nadat Laughton onthulde dat het allemaal om een grap ging. Het gebruik van de monocle bij ondervragingen door Laughton in zijn rol als Robart baseerde de acteur op zijn eigen advocaat Florance Guedella, die het trucje regelmatig gebruikte
Marlene Dietrich was erg gesteld op Billy Wilder en dat gevoel was wederzijds. Dietrich noemde Wilder, 'een echte artiest, maar ook een goed mens", terwijl de regisseur haar de ideale vrouw noemde. De actrice liep zich het vuur uit haar sloffen voor Wilder en wierp zich als een tijgerin op de rol van Christine. Het bleek ook de enige rol te zijn waarmee ze zich emotioneel verbonden voelde vanwege de moed van Christine en haar onvoorwaardelijke overgave aan de man op wie ze verliefd is. In de film is wel opvallend hoe onbewogen en koel Christine overkomt. Dat was niet alleen te danken aan Dietrichs acteerkwaliteiten, maar ook aan de facelift die elke dag plaatsvond. Iedere dag werd haar huid strak getrokken met behulp van touwtjes verbonden aan lifts die vervolgens werden ingeweven in haar kapsel. Over het haar ging een pruik om het weefsel van draden te verbergen. Om te voorkomen dat alles losschoot moest Dietrich vooral met haar lichaam acteren en niet via gelaatsuitdrukkingen. Tijdens de opnamen werd Dietrich hevig verliefd op haar tegenspeler Tyrone Power. De al getrouwde Power moest echter niets van haar weten en wist zich geen raad met de toenaderingen van de verliefde Dietrich.

## Citaten
- "The wheels of justice grind slowly, but they grind finely."
- "If you were a woman, Miss Plimsoll, I would strike you."
- "I never faint because I am not sure that I will fall gracefully, and I never use smelling salts because they puff up the eyes."
- "I am constantly surprised that women's hats do not provoke more murders."

## Prijzen en nominaties

### Oscars
Nominaties:
- Beste acteur (Charles Laughton),
- Beste actrice in een bijrol (Elsa Lanchester),
- Beste regisseur (Billy Wilder)
- Beste montage
- Beste film
- Beste geluid

### Golden Globes
Gewonnen:
- Beste actrice in een bijrol (Elsa Lanchester)

Nominaties:
- Beste acteur (Charles Laughton)
- Beste actrice (Marlene Dietrich)
- Beste regisseur (Billy Wilder)
- Beste film

### BAFTA
Nominatie:
- Beste buitenlandse acteur (Charles Laughton)

### Edgar Allen Poe Award
Nominatie:
- Beste scenario

## Vervolg
In 1982 regisseerde Alan Gibson een nieuwe versie met Diana Rigg en Beau Bridges in de hoofdrol. Het werd een tv-film gebaseerd op het scenario van 1957.